# Yondemasuyo, Azazel-san
Yondemasuyo, Azazel-san (Nhật: よんでますよ、アザゼルさん。 Hepburn: You're Being Summoned, Azazel-san., Mi được triệu hồi, Azazel-san) là một tựa manga Nhật Bản hài hước được họa sĩ truyện tranh Yasuhisa Kubo sáng tác và minh họa. 13 tập anime chuyển thể từ manga của hãng Production I.G được phát sóng tại Nhật Bản từ tháng 4 tới tháng 7 năm 2011. Phần thứ hai anime được phát sóng từ tháng 4 tới tháng 6 năm 2013. Hãng The Stuf Right phát hành cả hai phần trên R1 DVD vào năm 2015.

## Sơ lược
Sakuma là một sinh viên đại học làm việc bán thời gian tại văn phòng thám tử Akutabe. Công việc thường ngày của cô là làm trợ lý cho thám tử tư Akutabe. Tuy nhiên, Sakuma sớm nhận ra rằng Akutabe là không phải thám tử bình thường, mà thực tế, anh ta là một thám tử ma quỷ. Anh ta có thể triệu hồi những con quỷ thông qua việc sử dụng một cuốn sách ma thuật (gọi là Grimoire) và yêu cầu quỷ dùng những khả năng đặc biệt của chúng làm việc cho anh bằng cách đưa chúng một lễ vật. Akutabe sử dụng quyền hạn huyền diệu của quỷ để giải quyết các vụ án anh xử lý. Anh muốn Sakuma bắt đầu học cách triệu hồi quỷ cũng như biết những hậu quả của việc sử dụng ma quỷ. Thế là Sakuma bắt đầu cuộc hành trình của mình để trở thành một thám tử quỷ. Từ đấy, hàng loạt tình huống dở khóc dở cười đã diễn ra.

## Nhân vật

### Quỷ giới
Azazel (アザゼル篤史 Azazeru Atsuhi)
Lồng tiếng bởi: Masaya Onosaka
Một con quỷ mặt chó thân lợn, nhân vật chính bộ truyện. Hắn là một kẻ vô lại, chuyên quấy rối tình dục người khác, đặc biệt là Sakuma. Hắn tỏ ra rất sợ Akutabe, người hay bạo hành hắn mỗi khi hắn mắc lỗi hoặc không được việc. Năng lực chính của Azazel là Lewdness (tà dâm), hắn có khả năng kích động ham muốn tình dục lên bất kì đối tượng nào. Giới hạn năng lực trong mức điều khiển hoóc môn sinh dục, thậm chí gây bất lực. Khi kết thúc hợp đồng với Akutabe, hắn phải ký giao ước tiếp với Sakuma và thể hiện rõ sự thất vọng của mình.
Azazel đại diện cho Lust (thói Dâm dục) trong bảy tội lỗi chết người.
Beelzebub 931 II (ベルゼブブ優一 Beruzebubu Yūichi)
Lồng tiếng bởi: Hiroshi Kamiya
Gọi tắt là Beelzebub, bạn thời thơ ấu của Azazel, là thành viên gia tộc quỷ thượng lưu. Mặc dù xuất hiện dưới hình dáng giống một con chim, nhưng thực chất hắn lại mang hình tượng con ruồi. Vì sở thích ăn phân, hắn bị người xung quanh kinh tởm. Beelzebub có khả năng Divulgence (phép thông ruột), sức mạnh khiến người khác bị tiêu chảy ngay tức khắc, nhưng tính chất khác của năng lực này là tiết lộ bản chất bị ẩn giấu của con người, không muốn mọi người biết. Hắn sử dụng phân dê như một loại thuốc doping, giúp khả năng tấn công của hắn mạnh hơn. Biệt danh Azazel đặt cho hắn là Bēyan (べーやん).
Beelzebub đại diện cho Gluttony (thói Ham ăn) trong bảy tội lỗi chết người.
Salamander (サラマンダー公威 Saramandā Samitake)
Lồng tiếng bởi: Kazuya Nakai
Salamander là con quỷ xuất hiện trong hình dạng một con thằn lằn màu đỏ, giao ước với Akutabe, sau chuyển nhượng sang Sakuma. Ban đầu hắn được triệu tập bởi người bình thường, 1 kẻ triệu tập nghiệp dư, sử dụng quỷ nhằm mục đích cá nhân ích kỷ. Bởi kẻ triệu tập hắn là 1 kẻ vô công rồi nghề, Salamander điều khiển luôn tinh thần chủ nhân hắn. Salamander có năng lực Revolution (cải cách), đảo ngược niềm tin vào tính chất sự việc, khiến mọi người tin những lời của chính họ khi họ nói ra điều mà họ không thực sự tin tưởng. Hắn luôn mang theo một thanh kiếm Katana gắn ở thắt lưng. Nickname Azazel đặt cho hắn là Manda-han (マンダはん).
Salamander đại diện cho Greed (thói Tham lam) trong bảy tội lỗi chết người.
Undine (アンダイン恵 Andain Megumi)
Lồng tiếng bởi: Yū Kobayashi
Undine là con quỷ dạng người cá, có khả năng biến thành hình dạng con người. Ký giao ước với Akutabe, cô ta yêu Akutabe trong tuyệt vọng. Khả năng của cô ta là Jealously (Đố kị), nguyền rủa người khác rồi chiếm đoạt của họ, giúp cô ta biến đổi hình dạng và cướp đi hình tượng của bất kỳ người nào khiến cô ta cảm thấy ghen tị vì bất cứ lý do gì. Khi cô ta cảm thấy hạnh phúc, lời nguyền ám lên người khác sẽ được hóa giải.
Undine đại diện cho Envy (thói Ghen ghét) trong bảy tội lỗi chết người.
Moloch (モロク義伸 Moroku Yoshinobu)
Lồng tiếng bởi: Tesshō Genda
Một con quỷ mang hình dạng con bò đực nằm dưới sự kiểm soát của Akutabe. Theo Azazel và Beelzebub, hắn là con quỷ bạo lực nhất dưới địa ngục và cả hai rõ ràng rất sợ hắn, đặc biệt khi hắn tức giận. Akutabe khen ngợi hắn là con quỷ đắc lực so với những con quỷ khác của mình. Năng lực của hắn là Violence (bạo lực), mặc dù việc hắn thực sự làm được những gì không được nêu rõ, ngoài việc hắn nói hắn đã ám sát Tổng thống Cộng hòa Mormossoi (1 quốc gia giả tưởng với 90% diện tích bao phủ bởi loài thực vật có tên Mormoru). Moloch dường như đã bị giết chết khi thiên sứ Sariel lấy grimoire của hăn mang về trời. Biệt danh của hắn là Mossan (モッさん).
Moloch đại diện cho Wrath (thói Nóng giận) trong bảy tội lỗi chết người.
Về sau (trong anime là phần 2), một Moloch mới xuất hiện, với tên Mossan II (モッさん二世 Mossan Ni-sei). Mossan II là em trai Moloch, nóng tính hơn Moloch. Hắn coi việc Moloch phục vụ con người là một sự xấu hổ của gia tộc và thề trả thù Akutabe vì cái chết của anh trai. Tuy nhiên, do thiếu hiểu biết về Grimoire cũng như thế giới con người, hắn đánh giá sai Akutabe dẫn đến ám sát thất bại và được khuyên quay về quỷ giới.
Gusion (グシオン Gushion)
Lồng tiếng bởi: Noboru Yamaguchi
Con quỷ có hình dạng con khỉ có cánh, là một trong 72 con quỷ của Solomon.Hắn ký hợp đồng với Kotaro, do việc Kotaro đã hy sinh những kỷ niệm với ông nội mình để lập giao ước. Khả năng đặc biệt của hắn là  Forgetfulness (quên lãng). Khả năng này cho phép hắn ăn những kỷ niệm của người khác, đặc biệt là kỷ niệm đẹp, thậm chí tạo ra những hoang tưởng cho người khác.
Gusion đại diện cho Sloth (thói Hay quên) trong bảy tội lỗi chết người.
Lucifer (ルシファー Rushifē)
Lồng tiếng bởi: Koyasu Takehito
Con quỷ trông như gấu túi với đôi cánh ăn mặc như 1 rocker, tự xưng là huyền thoại Lucifer trong kinh thánh. Hình dạng thật là một con rồng, hắn nổi tiếng đến mức Azazel còn xin chữ ký, thậm chí Sakuma cũng biết đến tên. Cấp bậc đứng trên cả Beelzebub, hắn luôn tỏ ra ngạo mạn và bất lịch sự. Về sức mạnh, hắn đủ khả năng phá hủy Quỷ giới nếu muốn. Ban đầu, hắn mang hình dạng 1 anh chàng da đen điển trai, xăm hình con rắn quấn quanh cánh tay phải cuộn quả táo bên ngực trái, vai trái xăm dòng chữ God bless you (Chúa ban phước), nhưng có vẻ như hắn đã xóa chữ bless và viết thêm thành God fuck your ass, cũng là câu cửa miệng của hắn. Quyền năng của hắn là Manipulating time (thao túng thời gian), cho phép hắn mang bất kì thứ gì đã bị phá hủy quay trở lại hoặc làm cho một người trẻ ra hay già đi theo ý muốn. Hắn cũng có thể bắn ra tia hủy diệt từ miệng.
Lucifer đại diện cho Pride (thói Ngạo mạn) trong bảy tội lỗi chết người.
Behemoth (ベヒモス Behimoku)
Con quỷ mang hình dạng như gấu trúc với cái mũi dài giống con voi, có giao ước với Sakuma. Nó được miêu tả ù ỳ và vô cùng lười biếng, trơ lỳ, thờ ơ với mọi thứ, thậm chí bạo hành nó hay ép nó làm việc bằng ma pháp cũng vô dụng, một con quỷ phiền phức đến mức Akutabe cũng không muốn dính đến. Năng lực của nó là Dejection (chán nản), gây chán nản, thờ ơ, mất động lực, hứng thú với cuộc sống.
Kiyoko (キヨコ)
Lồng tiếng bởi: Rie Kugimiya
Một con quỷ mặt chó màu hồng giống kiểu Azazel. Cô ta là người tình lâu nhất của Azazel, luôn tin rằng hai người sẽ kết hôn vì mối quan hệ về thể xác của họ.

### Nhân giới và thiên đường
Rinko Sakuma (佐隈 りん子 Sakuma Rinko)
Lồng tiếng bởi: Rina Satō
Rinko Sakuma làm trợ lý cho Akutabe. Còn trẻ và khá ngây thơ, cô chỉ mới bắt đầu tìm hiểu về sức mạnh của ma quỷ. Cô bị buộc lập giao ước với Azazel. Cô dường như là một người hiền lành khi mới vào làm, nhưng khi biết thêm về ma quỷ, cô trở nên đáng sợ một cách đáng kể. Những con quỷ nhận thấy cô ngày càng trở nên giống Akutabe. Cô cũng dễ bị ảnh hưởng bởi tiền bạc. Nickname Azazel đặt cho cô là Saku-chan (サクちゃん).
Akutabe (芥辺 Akutabe)
Lồng tiếng bởi: Daisuke Namikawa
Akutabe là một thám tử chuyên sử dụng ma quỷ phá án. Anh rất hiểu biết về ma pháp, và sử dụng kiến thức này để chế ngự những con quỷ, thậm chí cho phép anh ta chặn được thần chú Tiêu chảy của Beelzebub. Anh là chủ của Sakuma, cũng là một cố vấn. Anh ta triệu hồi quỷ để sai việc và thường ngược đãi chúng nếu chúng làm phiền anh ta hoặc làm hỏng việc của mình. Anh thể hiện là 1 kẻ máu lạnh độc ác và tàn bạo, thậm chí đến quỷ còn phải sợ anh ta.
Kōtarō Dōchin (堂珍 光太郎 Dōchin Kōtarō)
Lồng tiếng bởi: Ryōko Shiraishi
Một cậu bé là cháu trai người quen của Akutabe. Nhân cách chung cậu ta khá giống với Azazel, dù rất hay giận dữ và chửi rủa. Ví dụ như việc quấy rối Sakuma ngay lần gặp đầu tiên và gây chiến với Azazel. Cậu ta là người lập giao ước với quỷ Gusion.
Sariel (サリエル Sarieru)
Lồng tiếng bởi: Takeshi Kusao
Một thiên thần được gửi đến hạ giới để thu thập Grimoires của ma quỷ. Do luật lệ nghiêm ngặt đối với thiên thần, hắn không giúp đỡ con người dù họ có kêu cầu, hắn chỉ hành động như một người quan sát để giữ bản chất chính trục của mình. Lưu ý thêm, thiên thần cũng không thể tự giúp đỡ bản thân nếu bị con người hành hạ. Các thiên thần chỉ được phép giúp đỡ con người nếu vấn đề liên quan tới quỷ, trong trường hợp đó họ sẽ tước cuốn grimoire của nó mang về trời. Sariel đã ăn cắp cuốn grimoire của Moloch và mang nó về thiên đường, Moloch bị chết vì nguyên nhân này.
Zeruel (ゼルエル Zerueru)
Lồng tiếng bởi: Keiji Fujiwara
Một thiên thần khác được gửi tới để thu thập Grimoires. Giống như Sariel, hắn là một thiên thần đạo đức giả, dành cả năm đi leo núi và xem phim khiêu dâm, chờ đến hạn cuối mới làm nhiệm vụ của mình. Hắn đã cố gắng ăn cắp cuốn grimoire của Beelzebub, nhưng không thành công và trở thành một thiên thần sa ngã.

## Truyền thông

### Manga
Yondemasuyo, Azazel-san ra mắt lần đầu trên số 21 năm 2007 của tạp chí bán nguyệt san Evening trực thuộc nhà xuất bản Kōdansha và những chương tiếp theo được phát hành đều đặn trên cùng tạp chí. Các chương lẻ được tập hợp thành khổ Tankōbon sau khoảng 9 chương truyện. Theo ấn bản số 12 năm 2014 của tạp chí Evening, bộ truyện đã bị ngưng một thời gian cho tới 13 tháng 1 năm 2015. Đến hết năm 2014, Kodansha đã xuất bản bộ truyện đến tập thứ 11.
1. Tập 1 (ch. 1–9): xuất bản ngày 23 tháng 4 năm 2008 (ISBN 978-4063522228) (tiếng Nhật) (tập hợp từ các chương trên tạp chí Evening số 21 - 24 phát hành năm 2007 và số 1, số 2, số 4 -6 phát hành năm 2008, đặc biệt chương đầu tiên và chương thứ 9 có thêm trang bonus)
2. Tập 2 (ch. 10–19): xuất bản ngày 23 tháng 10 năm 2008 (ISBN 978-4063522402) (tiếng Nhật) (tập hợp từ các chương trong ấn bản trên tạp chí Evening số 7, số 8, số 10 - 12, số 14 - 17 và số 19 phát hành năm 2008, đặc biệt chương 10 và 19 có thêm trang bonus)
3. Tập 3 (ch. 20–29): xuất bản ngày 23 tháng 4 năm 2009 (ISBN 978-4063522631) (tiếng Nhật) (tập hợp từ các chương trong ấn bản trên tạp chí Evening số 20 - 29)
4. Tập 4 (ch. 30–39): xuất bản ngày 23 tháng 2 năm 2010 (ISBN 978-4063522990) (tiếng Nhật) và bản đặc biệt "Cow box" (ISBN 978-4063583168) tặng kèm bản DVD anime "Đến bò cũng khóc" và móc khóa hình Moloch
5. Tập 5 (ch. 40–49): xuất bản ngày 22 tháng 9 năm 2010 (ISBN 978-4063523249) (tiếng Nhật) và Bản giới hạn (ISBN 978-4063583243) tặng kèm DVD anime "Chuyện về Seiya"
6. Tập 6 (ch. 50–59): xuất bản ngày 23 tháng 3 năm 2011 (ISBN 978-4063523577) (tiếng Nhật)
7. Tập 7 (ch. 60–68): xuất bản ngày 22 tháng 11 năm 2011 (ISBN 978-4063523850) (tiếng Nhật) và Bản giới hạn (ISBN 978-4063583687) có tặng thêm dây đeo cao su DJCD do Kubo Yasuhisa thiết kế kèm theo Booklet DJCD "Nghe rồi, Azazel-san. Đi công tác"
8. xuất bản ngày 23 Tháng 5 năm 2012 (ISBN 978-4063524161) (tiếng Nhật) và Bản giới hạn (ISBN 978-ngày 4 tháng 6 năm 358370-0) tặng kèm DVD anime "Chuyện về chúa quỷ"
9. xuất bản ngày 22 tháng 3 năm 2013 (ISBN 978-ngày 4 tháng 6 năm 352452-9) (tiếng Nhật) và Bản giới hạn (ISBN 978-ngày 4 tháng 6 năm 358434-9) tặng kèm dây đeo hình Beelzebub Yuichi do Kubo Yasuhisa thiết kế phần mặt hình
10. xuất bản ngày 23 Tháng 10 năm 2013 (ISBN 978-4063524710) (tiếng Nhật) và Bản giới hạn (ISBN 978-4063584646) tặng kèm dây đeo mini in nổi hình Azazel Atsushi
11. xuất bản ngày 23 tháng 6 năm 2014 (ISBN 978-4063545203) (tiếng Nhật) và Bản giới hạn (ISBN 978-4063584721) tặng kèm DVD anime "Chuyện Hải quỳ")

### Anime
Việc chuyển thể manga sang TV anime được công bố từ tháng 12 năm 2010 nhưng cho đến năm 2011 mới lên sóng, chiếu đều đặn 13 tập phim từ tháng 4 đến tháng 7 tại các kênh AT-X, BS11, MBS, Tokyo MX. Tất cả dàn diễn viên lồng tiếng và nhân viên thực hiện được giữ nguyên khi sản xuất bản OVA.
Tháng 11 năm 2012, tại trang web chính thức của anime, thông báo việc phát hành tiếp phần hai với 13 tập phim. Phần 2 anime có tên "よんでますよ、アザゼルさん。 Z" đọc là "Yondemasuyo, Azazel-san Zetto", được phát sóng từ tháng 4 đến cuối tháng 6 năm 2013 trên các kênh AT-X, BS11, CTC, MBS, Tokyo MX, TVA, tvk, TVS, và sau có thêm đài TVQ.
Vì đây là một manga hài kén người đọc nên có nhiều cảnh bạo lực, máu me, coi thường phụ nữ đã bị cắt hoặc thay đổi trong bản TV anime. Ngoài ra, một số đoạn mang tính châm biếm nhân vật nào đó liên quan tới thương hiệu, tạp chí hoặc tác phẩm khác cũng bị cắt và thay thế so với bản anime gốc (phát hành dạng DVD) theo cách tương tự.

#### Nhạc phim
Trong phần 1, bài hát mở đầu phim là Pandemic!! thể hiện bởi Chihiro Yonekura, bài hát kết thúc là Like a Party của Nekokan ft. Chihiro Yonekura trừ tập 10 là bài "Strawberry Magic Nyorin" do Wild Strawberry Fields (Nakajima Hiro) trình bày.
Phần 2, bài hát đầu phim là "Momomomomossan no Theme" (もももももっさんのテーマ) của Namikawa Daisuke (tập 1)
và "Revival!! (りばいばる!!)" do Team.Nekokan [Neko] ft. Chihiro Yonekura thể hiện (tập 2 - 12) (đây cũng là bài kết phim ở tập 1).

#### Danh sách tập phần 1
| Tập phim | Tiêu đề                                                              | Ngày phát sóng       |
| -------- | -------------------------------------------------------------------- | -------------------- |
| 1        | "Tōjō! Akuma-tantei to Akuma to Baito" (登場!悪魔探偵と悪魔とバイト) | 8, tháng 4 năm 2011  |
| 2        | "Makai no Purinsu" (魔界のプリンス)                                  | 15, tháng 4 năm 2011 |
| 3        | "Otokotachi no Kakumei" (漢達の革命)                                 | 22, tháng 4 năm 2011 |
| 4        | "Yaki-zakana" (妬き魚)                                               | 29, tháng 4 năm 2011 |
| 5        | "Ai Karē-haku" (哀☆カレー博)                                         | 6, tháng 5 năm 2011  |
| 6        | "Bōgyaku no Moroku" (暴虐のモロク)                                   | 13, tháng 5 năm 2011 |
| 7        | "Yaki-zakana, Futatabi" (妬き魚、再び)                               | 20, tháng 5 năm 2011 |
| 8        | "Himotisu" (ヒモティス)                                              | 27, tháng 5 năm 2011 |
| 9        | "Ichigo no Senshi Tōjō Nyorin www" (苺の戦士 登場ニョリンwww)        | 3, tháng 6 năm 2011  |
| 10       | "Ichigo no Karē o Meshiagare!" (イチゴのカレーを召しあがれ!)         | 10, tháng 6 năm 2011 |
| 11       | "Arupinisuto Enjeru" (アルピニストエンジェル)                        | 17, tháng 6 năm 2011 |
| 12       | "Kitanai Ōya Yoi Ōya" (汚い大家 善い大家)                            | 24, tháng 6 năm 2011 |
| 13       | "Bēyan" (べーやん)                                                   | 1, tháng 7 năm 2011  |

#### Danh sách tập Phần 2
| Tập phim | Tiêu đề                                                     | Ngày phát sóng       |
| -------- | ----------------------------------------------------------- | -------------------- |
| 1        | "Gukei Kentei" (愚兄賢弟)                                   | 7, tháng 4 năm 2013  |
| 2        | "Ushi wa mita!" (牛は見た!)                                 | 14, tháng 4 năm 2013 |
| 3        | "Ji no Karisumu" (痔のカリスマ)                             | 21, tháng 4 năm 2013 |
| 4        | "Zetsubō no eurinōmu" (絶望のエウリノーム)                  | 28, tháng 4 năm 2013 |
| 5        | "Megumi, ugoku" (恵、動く)                                  | 5, tháng 5 năm 2013  |
| 6        | "Jun tenshi baby" (純天使、ベィビィ)                        | 11, tháng 5 năm 2013 |
| 7        | "Ryūjinko satsujin jiken (zenpen)" (龍神湖殺人事件（前編）) | 18, tháng 5 năm 2013 |
| 8        | "Ryūjinko satsujin jiken (kohen)" (龍神湖殺人事件（後編）)  | 25, tháng 5 năm 2013 |
| 9        | "Hakubutsukan e yōkoso" (博物館へようこそ)                  | 1, tháng 6 năm 2013  |
| 10       | (THE END OF SON)                                            | 08, tháng 6 năm 2013 |
| 11       | "Acchan no genjitsu" (あっちゃんの現実)                     | 15, tháng 6 năm 2013 |
| 12       | "Akuma" (あくま)                                            | 22, tháng 6 năm 2013 |
| 13       | "Yami" (やみ)                                               | 30, tháng 6 năm 2013 |

### OVA
Ngày 22 Tháng 2 năm 2010 ra mắt tập tankōbon thứ 4 phiên bản đặc biệt "Cow box" với OVA DVD đi kèm. Tập năm bản giới hạn cũng được phát hành cùng năm, ngày 22 tháng 9. DVD kèm tập 4 có tựa "Đến bò cũng khóc" là câu chuyện tiếp nối anime gốc tập 6, và OVA kèm theo tập 5 là câu chuyện ở tập 1 manga với tiêu đề "Chuyện về Seiya". Hai bản OVA trên cũng được chuyển sang dạng Blu-ray Box phát hành ngày 22 tháng 11 năm 2012 (ISBN 978-4063584172). OVA DVD đi kèm Vol tám bản giới hạn được phát hành ngày 23 tháng 5 năm 2012 mang nội dung ở tập tankobon thứ tư với tựa "Chuyện vua quỷ". Tập OVA thứ 4 có tên "Chuyện hải quỳ" đi kèm bản giới hạn của tập 11, ra ngày 23 tháng 6 năm 2014.
| Số tập | Tiêu đề                                           | Kịch bản                       | Phân cảnh và đạo diễn      | Hình ảnh                                                                                | Phụ trách hình ảnh               | Tập tankōbon đi kèm |
| ------ | ------------------------------------------------- | ------------------------------ | -------------------------- | --------------------------------------------------------------------------------------- | -------------------------------- | ------------------- |
| 1      | Đến bò cũng khóc (泣き牛編 Naki ushi-hen)         | -                              | Mizushima Tsutomu (水島努) | Kishimoto Seiji (きしもとせいじ)                                                        | -                                | Tập 4               |
| 2      | Chuyện về Seiya (セーヤ編 Sēya Hen)               | Tanimura Daishirō (谷村大四郎) | Mizushima Tsutomu (水島努) | Kishimoto Seiji (きしもとせいじ)                                                        | -                                | Tập 5               |
| 3      | Chuyện chúa quỷ (ルシファー編 Rushifē Hen)        | Tanimura Daishirō (谷村大四郎) | Susumu Mitsunaka (満仲勤)  | Ueda Minoru (植田実) Kishimoto Seiji (きしもとせいじ)                                   | Taniguchi Junichiro (谷口淳一郎) | Tập 8               |
| 4      | Chuyện hải quỳ (イソギンチャク編 Isoginchaku-hen) | Tanimura Daishirō (谷村大四郎) | Ibata Hideyoshi (井端秀義) | Kuroiwa Hiromi (黒岩裕美) Kagami Takahiro (加々美高浩) Kishimoto Seiji (きしもとせいじ) | Taniguchi Junichiro (谷口淳一郎) | Tập 11              |